# Blåsvart kardinal
Blåsvart kardinal (Cyanoloxia cyanoides) är en fågel i familjen kardinaler inom ordningen tättingar. Den förekommer i Central- och Sydamerika, från Mexiko till Peru.

## Utseende och läte
Blåsvart kardinal är en knubbig finkliknande fågel med mycket kraftig näbb. Den ser vanligen helmörk ut, men i bra ljus syns djupt blåsvart dräkt hos hanen och varmt mörkbrunt hos honan. Den breda stjärten knycker den ofta sidledes. Lätet är vasst och gnissligt, ofta dubblerat.

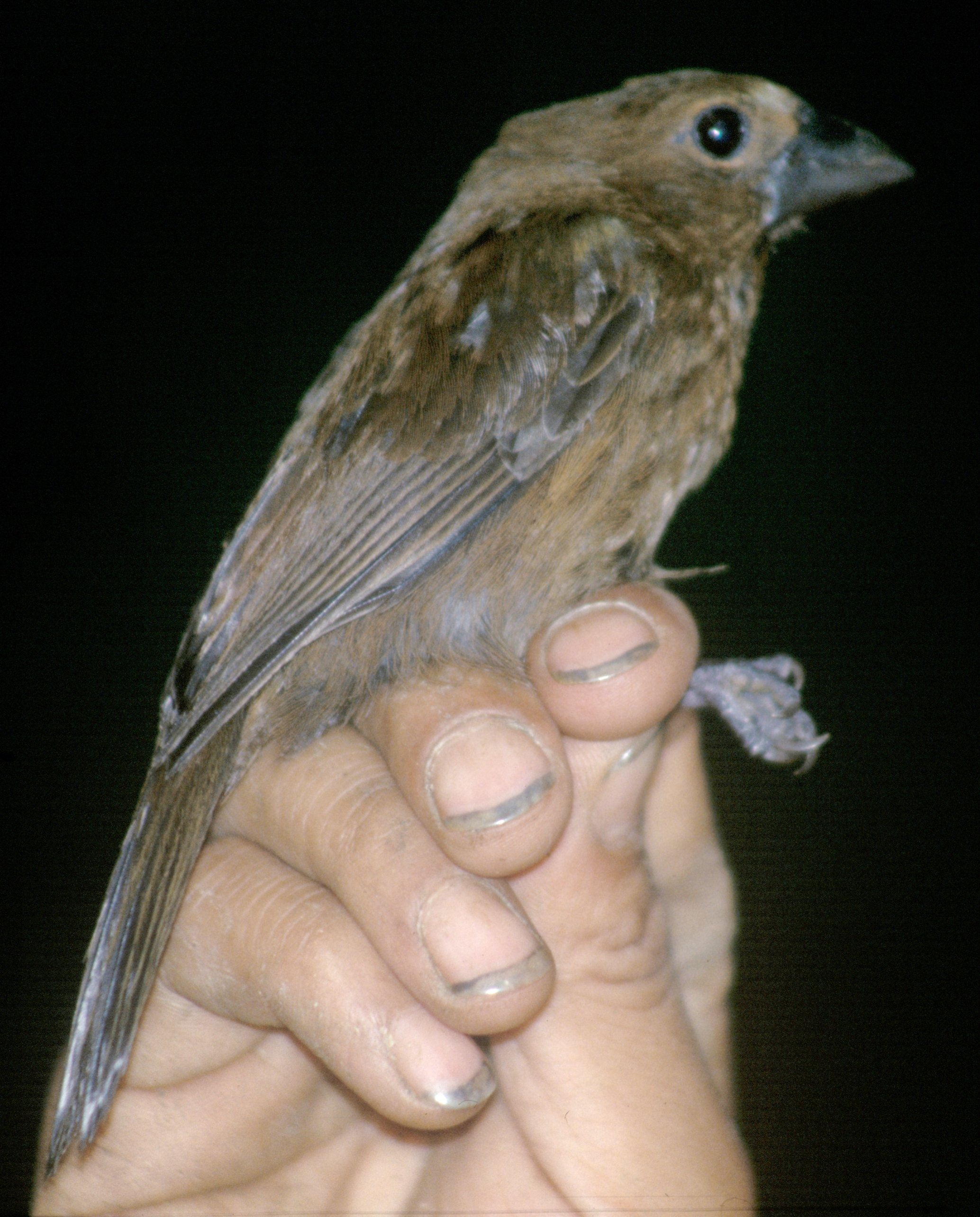
Hona.

## Utbredning och systematik
Blåsvart kardinal delas in i tre underarter med följande utbredning:
- concreta – sydöstra Mexiko, Belize, Guatemala och Honduras
- caerulescens – Nicaragua till västra Panama
- cyanoides – centrala, norra Colombia och nordvästra Venezuela till nordvästra Peru

Amazonkardinalen inkluderades tidigare i blåsvart kardinal, och vissa gör det fortfarande.

### Släktestillhörighet
Tidigare placerades arten i släktet Cyanocompsa. Genetiska studier visar dock dels att arterna i släktet inte är varandras närmaste släktingar, dels att blåsvart kardinal är mycket nära släkt med azurkardinalen (Cyanoloxia glaucocaerulea), varför den förra allt oftare inkluderas i Cyanoloxia.

## Levnadssätt
Blåsvart kardinal hittas i fuktig städsegrön skog och skogsbryn i tropiska låglänta områden. Den ses vanligen i par, ofta dolt nära marken i frodig växtlighet.

## Status och hot
Arten har ett stort utbredningsområde, men tros minska i antal, dock inte tillräckligt kraftigt för att den ska betraktas som hotad. Internationella naturvårdsunionen IUCN listar arten som livskraftig (LC).